# Quảng Văn đình
Quảng Văn đình (chữ Hán: 廣聞亭) là một khu công sở được xây dựng thời Hậu Lê, giúp kết giao hai chiều giữa nhà vua và người dân. Quảng Văn đình được xem là ngôi đình đầu tiên, tiền đề cho sự xuất hiện của đình làng Việt Nam sau đó. Ngoài cách gọi Quảng Văn đình như khi vua Lê Thánh Tông đặt ra, trong tiếng Việt hiện nay người ta còn gọi ngôi đình trên là đình Quảng Văn.

## Lịch sử
Quảng Văn đình được vua Lê Thánh Tông cho xây dựng vào tháng 10 năm Tân Hợi (1491) ở cửa Đại Hưng (cửa Nam thành Thăng Long) - vị trí mà thời Lý đã từng có Trữ Văn đình. Về ý nghĩa: Quảng: rộng; Văn: nghe; Đình: ngôi nhà hoặc trạm. Quảng Văn đình là nơi để triều đình "rộng nghe" ý kiến của nhân dân. Ở đình này có treo một cái trống lớn để cho người dân khi kêu oan thì đánh một hồi trống báo, sẽ có một vị quan ra nhận đơn thỉnh cầu của người dân (giống như người dân đánh trống kêu oan ở phủ Khai Phong bên Trung Quốc). Quảng Văn đình cũng là nơi quan Câu Kê, vị quan đại diện cho triều đình, đến giảng pháp lệnh, những điều khuyên răn của nhà vua vào ngày mồng một đầu tháng, để cho dân chúng nghe và làm theo.
Bài ký Quảng Văn đình do Bùi Xương Trạch ghi vào năm 1493 cho biết khá rõ địa điểm và diện mạo của đình Quảng Văn: ở mé ngoài của Đại Hưng (cửa Nam thành Thăng Long), lầu phượng cao ngất phía trước, thành rồng bao quanh ở ngoài, ngòi nước và đường dân vệ ở quanh tả hữu...Trụ cột trang trọng, đục chạm đơn giản, dù thấp mà không xấu, dù đẹp mà không xa hoa, quy mô đúng mực.
Trong một số khoa thi Thời Lê, Quảng Văn đình được dùng làm nơi yết bảng các vị tiến sĩ tân khoa. Thời Nguyễn, được đổi tên thành đình Minh Chiêu rồi Quảng Minh (dưới triều Gia Long) làm nơi niêm yết giấy tờ của bộ máy cai trị tỉnh Hà Nội. Dưới triều Minh Mạng, Thiệu Trị, Tự Đức các quan tỉnh hàng tháng thường họp các bô lão, hương chức trong tỉnh tại đây để nghe giảng thập điều (10 điều trung hiếu tiết nghĩa). Quảng Văn đình được xem là ngôi đình đầu tiên, tiền đề cho sự xuất hiện của đình làng Việt Nam sau đó, tuy chưa có đầy đủ ba chức năng chính của đình Việt Nam là: hành chính, tôn giáo và văn hóa.
Khi thực dân Pháp chiếm thành Hà Nội thì Quảng Văn đình vẫn còn nhưng là nơi người Tây đến thư giãn và cũng là nơi chính quyền thực dân thường tổ chức những buổi hòa nhạc của đoàn nhạc binh Pháp. Sau đó, Quảng Văn Đình bị phá hủy, nơi đây trở thành vườn hoa Neyret và năm 1896 có đặt một pho tượng bà đầm xòe, vì thế nó còn có tên gọi là Vườn Hoa Đầm Xòe, nay là Vườn Hoa Cửa Nam (ở gần ngã sáu Tràng Thi, Cửa Nam, Hàng Bông).

## Trong Văn học
Nhớ Quảng Văn Đình, tớ đến nghe
Câu Kê chẳng thấy, thấy Đầm Xòe
Thập điều bặt tiếng ê a giảng
Chỉ có kèn Tây thổi tí toe.